# Valparaíso Wanderers Football Club
El Valparaíso Wanderers Football Club fue un club de fútbol de Chile, con sede en la ciudad de Valparaíso. Fue fundado en 1895, y estaba conformado por un grupo de jóvenes chilenos, e hijos de inmigrantes británicos e italianos.
Integró la Football Association of Chile, y fue uno de los equipos que participó el primer torneo de fútbol de la historia del país, la Challenge Cup 1896. En dicho campeonato enfrentó en la primera ronda a Victoria Rangers en Viña del Mar. Este encuentro terminó con la derrota de Valparaíso Wanderers por 0-8. El equipo participó de los campeonatos de la Asociación hasta 1902, cuando desapareció.
Según la tesis más aceptada, para diferenciarse de Valparaíso Wanderers, un grupo de jóvenes porteños fundaron un club con la denominación de Santiago Wanderers. De acuerdo a la versión oficial de esta última institución, su fundación ocurrió el 15 de agosto de 1892. Debido a que el origen de Valparaíso Wanderers es de 1895, es uno de los precedentes que ponen en duda la fecha de 1892, y que la sitúan cuatro años más tarde, en 1896.